# Anderson Mesa
L'observatori de Lowell, estació d'Anderson Mesa (codi 688 de IAU) és un observatori astronòmic. Va ser establert el 1959 com a observatori estel·lar del centre del Lowell Observatory. Actualment a Anderson Mesa hi ha diversos telescopis grans que s'utilitzen per a observar programes tals com LONEOS. El lloc està situat aproximadament a 12 milles al sud-est del campus principal de Lowell al pujol de Mart a Flagstaff, Arizona.